# Майти Буш
Это статья об английской комик-группе. Об одноимённом телесериале этой группы см. Майти Буш (телесериал).
Майти Буш (англ. The Mighty Boosh) — английская комик-группа, состоящая из пяти участников, во главе с Джулианом Бэррэттом и Ноэлем Филдингом. Труппа выступала с театральными и радиопостановками. Наибольшую известность ей принесли одноимённое телешоу и гастрольные турне по Великобритании и США.
Слоган: «Come with us now on a journey through time and space… To the world of the Mighty Boosh!»

## История
Филдинг впервые встретил Бэррэтта после того, как увидел его в Hellfire Comedy Club в театре Wycombe Swan. Вскоре они решили выступать в дуэте, а также стать новыми The Goodies. После их первого совместного выступления в баре в Лондоне в апреле 1998 года, Бэррэтт и Филдинг придумали персонажей-работников зоопарка: Говард Мун и Винс Нуар, которых они впервые продемонстрировали в серии скетчей на передаче Unnatural Acts. Там же они познакомились с Ричем Фулчером, который впоследствии будет играть Боба Фоссила. Друг Филдинга Дэйв Браун и брат Филдинга Майкл тоже стали участниками Майти Буш. Ричард Айоади был также одним из основных участников группы и играл роль Диксона Бейрбриджа, но после был заменён Мэттом Берри, который играл Диксона в первом сезоне шоу. Однако Айоади появился во втором и третьем сезоне шоу, играя шамана Сабу (не путать с Набу).
Майти Буш спродюсировали и поставили три спектакля — The Mighty Boosh (1998), Arctic Boosh (1999) и Autoboosh (2000), все они проходили на Эдинбургском фестивале искусств. После успеха Autoboosh Би-би-си подписали контракт с Майти Буш на выпуск радио-эпизодов под названием The Boosh. Их спродюсировал Дэнни Уоллес и впервые они появились на BBC London 94.9. Затем их транслировали на BBC Radio 4, после чего группе предложили снять пилотную серию шоу.
Первый сезон шоу из восьми серий был спродюсирован Полом Кингом и показан в 2004 году на Би-би-си. В следующем году был показан второй сезон шоу, который в отличие от первого не фокусировался на зоопарке. Все серии второго сезона начинались в районе Далстон в квартире Говарда, Винса, Набу и говорящей обезьяны Болло. В 2006 году группа вернулась в театр с постановкой The Mighty Boosh Live.
Через два года после второго сезона шоу, Майти Буш снова вернулись на телевидение с третьим сезоном, все серии которого начинались в магазине Набу. Первый эпизод третьего сезона посмотрели более одного миллиона человек. Из-за такого успеха 22 марта 2008 года на BBC Three прошла ночь Майти Буш, в рамках которой показали шесть лучших эпизодов по мнению Бэррэтта и Филдинга из всех трёх сезонов.

## Театральные постановки

### Первоначальные шоу

#### The Mighty Boosh(1998)
Первый спектакль Майти Буш прошёл на Эдинбургском фестивале в 1998 году. Тогда в нём участвовали только Бэррэтт, Филдинг и Рич Фулчер. Шоу получило награду за лучшее из всех новых представлений.

#### Arctic Boosh(1999)
В 1999 году Майти Буш вернулись на Эдинбургский фестиваль с новым шоу — Arctic Boosh. На этот раз с ними был Дэйв Браун, который играл некоторых персонажей, а также работал в качестве хореографа и фотографа. Arctic Boosh не выиграл на фестивале ни одной награды.

#### Autoboosh(2000)
В 2000 году на Комедийном фестивале Мельбурна Майти Буш представили их третье сценическое шоу — Autoboosh. Впервые в шоу присутствовал брат Филдинга — Майкл, играющий шамана Набу.

### Туры по Великобритании

#### The Mighty Boosh Live(2006)
Майти Буш вернулись на сцену в 2006 году и провели тур по Великобритании в их первый раз. Запись этого шоу вскоре была выпущена на DVD, а после показана по каналу BBC Three в 2007 году.

#### Boosh Live(2008/09)
Второй тур Майти Буш по Великобритании и Ирландии прошёл с сентября 2008 года по февраль 2009 года. В туре участвовали все персонажи из трёх сезонов телешоу.

## Радиошоу

### The Boosh(2001)
После успеха спектакля Autoboosh Би-би-си подписали контракт с Майти Буш на выпуск радио-эпизодов под названием The Boosh. Они были спродюсированы Дэнни Уоллес и впервые появились на BBC London 94.9. Затем их транслировали на BBC Radio 4 и впоследствии на BBC Radio 7.

## Телешоу

### The Mighty Boosh(2004)
В мае 2004 года после успеха пилотного эпизода шоу, компания Baby Cow Productions спродюсировали первый сезон шоу The Mighty Boosh для BBC Three перед тем, как шоу перешло на BBC Two в ноябре того же года. Хоть все эпизоды первого сезона начинаются и кончаются в зоопарке Боба Фоссила, главные персонажи Винс и Говард постоянно отправляются в другие места, например в арктическую тундру.
Второй сезон шоу начался в июле 2005 года, в котором главные герои Винс и Говард делят квартиру с шаманом Набу и его говорящей обезьяной Болло. В каждом эпизоде персонажи покидают квартиру и отправляются путешествовать на своём фургоне в разные сюрреалистические места.
Третий сезон начался в ноябре 2007 года. На этот раз все четыре персонажа работают в магазине Набу. В этот раз эпизоды сфокусированы на многих персонажах, а не только на Винсе и Говарде.
В России Майти Буш транслировался на Настоящем смешном телевидении (под названием Буш всемогущий), а также на канале 2x2.

## Награды
- 2008 NME Shockwaves Best TV Show
- 2007 Loaded LCA Funniest TV Show
- 2007 Chortle Award for best full-length show — TMB Live in Brixton
- 2007 NME Shockwaves Best TV Show
- 2003 Time Out Outstanding Achievement — Noel Fielding
- 2001 Douglas Award for innovative writing — The Might Boosh Radio
- 2000 Melbourne ICF Barry Humphries Award — Arctic Boosh
- 1998 Edinburgh Perrier Award Best Newcomer — King Dong vs. Moby Dick'

## Номинации
- 2007 Loaded LCA Funniest Double Act
- 2006 Loaded LCA Funniest Double Act
- 2006 Loaded LCA Funniest TV Show
- 2006 Loaded LCA Funniest DVD
- 2006 BCA Best Stage Show
- 2005 BAFTA Best New Director (fiction) — Paul King
- 2005 RTS-TVA Best Costume Design in Entertainment — June Nevin
- 2004 Loaded LCA Funniest TV Show
- 2004 BCA Best TV Newcomer
- 2002 Edinburgh Perrier Award — Voodoo Hedgehog Show (Noel Fielding)
- 2001 BAFA Best Short Film — Sweet
- 1999 Edinburgh Perrier Award — Arctic Boosh

## Факты
- На шоу The Mighty Boosh неоднократно были приглашены весёлые девушки из коллектива Robots in Disguise: Dee Plume и Sue Denim. Dee Plume раньше была девушкой Ноэля Филдинга.
- В одной из серий снимался Дэн Кларк, известный по своей комедии «Как не стоит жить».